# Вологощ (Любуське воєводство)
Вологощ (пол. Wołogoszcz) — село в Польщі, у гміні Добегнев Стшелецько-Дрезденецького повіту Любуського воєводства.
Населення — 156 осіб (2011).
У 1975—1998 роках село належало до Гожовського воєводства.

## Демографія
Демографічна структура станом на 31 березня 2011 року:
|          | Загалом | Допрацездатний вік | Працездатний вік | Постпрацездатний вік |
| -------- | ------- | ------------------ | ---------------- | -------------------- |
| Чоловіки | 78      | 24                 | 51               | 3                    |
| Жінки    | 78      | 25                 | 42               | 11                   |
| Разом    | 156     | 49                 | 93               | 14                   |